# خیابان بلور
خیابان بلور (انگلیسی: Bloor Street) یک شاهراه اصلی مسکونی و تجاری شرقی-غربی در تورنتو، انتاریو، کانادا است.